# Slaget vid Bzura

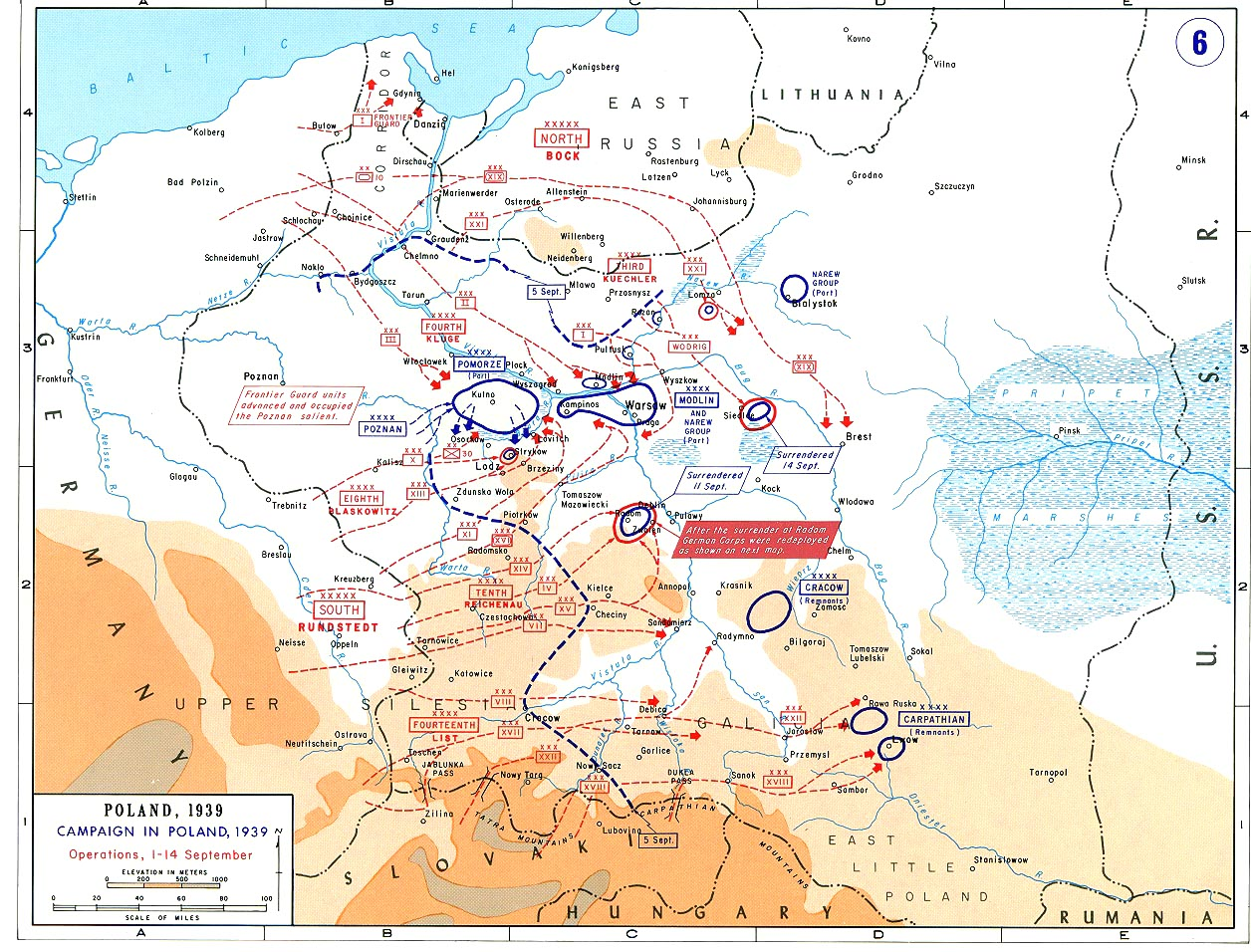
Karta som visar polackernas södra anfall.

Slaget vid Bzura (även känt som Slaget vid Kutno) var ett fältslag i inledningen av andra världskriget under den tyska invasionen av Polen år 1939. Striden utkämpades mellan 9 och 19 september mellan polska och tyska styrkor. Tyskarna överflyglade de polska styrkorna och erövrade hela västra Polen.
Det var den enskilt största striden i septemberfälttåget 1939 och ägde rum väster om Warszawa, nära floden Bzura. Under striden gjorde polackerna inledande framgångar efter ett anfall, men så småningom vacklade efter en koncentrerad tysk motattack.